# Majasaari (ö i Södra Savolax, S:t Michel, lat 61,28, long 27,04)
Majasaari är en ö i Finland. Den ligger i sjön Kihliänjärvi och Nuolinki och i kommunen Mäntyharju i den ekonomiska regionen  S:t Michel och landskapet Södra Savolax, i den södra delen av landet, 170 km nordost om huvudstaden Helsingfors. Öns area är 2,3 hektar och dess största längd är 230 meter i nord-sydlig riktning.